# Draba darwasica
Draba darwasica är en korsblommig växtart som beskrevs av Vladimir Ippolitovich Lipsky. Draba darwasica ingår i släktet drabor, och familjen korsblommiga växter. Inga underarter finns listade i Catalogue of Life.